# Двор (Шмартно при Литији)
Двор (словен. Dvor) је насељено место у општини Шмартно при Литији, Средњесловенска регија, Словенија.

## Историја
До територијалне реорганизације у Словенији био је у саставу старе општине Литија. Као самостално насеље, Двор постоји од 1995. године. Настао је укидањем и поделом некадашњег насеља Двор при Богеншперку на два нова самостална насеља: Богеншперк и Двор.

## Становништво
У попису становништва из 2011. године, Двор је имао 101 становника.
| Број становника према пописима | Број становника према пописима |
| ------------------------------ | ------------------------------ |
| 2002                           | 2011                           |
| 99                             | 101                            |

Напомена: Године 1995. настало је подјелом некадашњег насеља Двор при Богеншперку, које је укинуто, на нова самостална насеља Богеншперк и Двор.